# Cattedrale di Faro
La cattedrale di Santa Maria è un edificio notevole di Faro che si affaccia sul largo da Sé.
Sorge nel luogo che fu sede di un tempio romano, di una chiesa visigotica e di una moschea.
La cattedrale fa parte dei Monumenti nazionali del Portogallo.

## Storia
Sebbene la storia del vescovato, che dal 1189 si trova a Silves, risalga al IV secolo (Ossonoba), fu solo nel 1577, dopo la riconquista dei territori occupati dagli Arabi nel sud-ovest della penisola iberica da parte del re Alfonso III, che il vescovado fu ristabilito a Faro.
La sua costruzione fu commissionata nel 1251 dall'arcivescovo di Braga João Viegas. Successivamente fu affidata all'Ordine di Santiago.
Nel 1577 divenne cattedrale della diocesi di Algarve (oggi diocesi di Faro), ma nel 1596 fu saccheggiata e incendiata dalle truppe inglesi del Conte di Essex. Fu in seguito ricostruita e i terremoti del 1722 e del 1755 richiederanno altri interventi, per i quali fu chiamato l'architetto bolognese Francesco Saverio Fabri. Il campanile non terminato segnala tuttora la vita tribolata dell'edificio.

## Descrizione

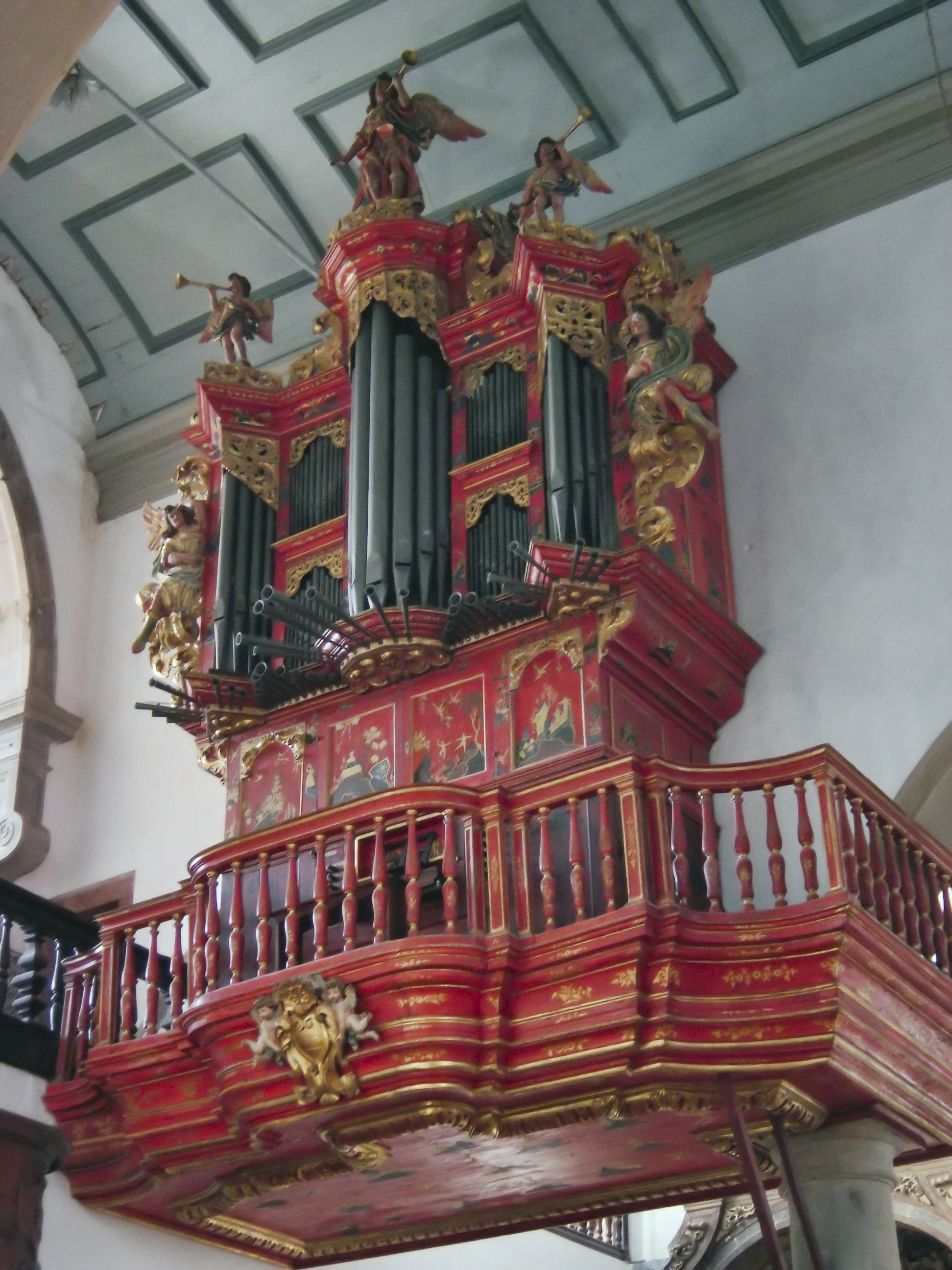
L'organo della cattedrale

Il seminterrato della torre non intonacata della cattedrale è aperto da tre ingressi accessibili tramite una scala. La torre stessa ha un campanile tripartito e un portale gotico a sesto acuto, la cui decorazione archivoltata a forma di losanga ricorda ancora i predecessori romanici. L'interno, a tre navate, lungo circa 35 m, termina con tre absidi a chiusura piana e presenta diverse cappelle laterali. La navata centrale, alta solo 12 metri, e quelle laterali, un po' più basse, hanno solo volte in legno, probabilmente a causa del rischio di terremoti.
Soprattutto nella zona del coro, ma anche in altre parti della chiesa, sono presenti decorazioni in piastrelle azulejo del XVII secolo. Gli altari hanno per lo più forme decorative barocche; solo l'altare maggiore è classicista. 
Notevole la decorazione interna per la maggior parte barocca comprendente gruppi di sculture dorate e l'organo, probabile opera di Johann Heinrich Hulenkampf, mentre per l'esterno si deve menzionare l'eccellente vista sulla città e sul mare che si gode dalla sommità della torre.